# Nadškofija Vancouver
Nadškofija Vancouver je rimskokatoliška nadškofija s sedežem v Vancouvru (Kanada).

## Geografija
Nadškofija zajame področje 119.439 km² s 2.204.991 prebivalci, od katerih je 396.898 rimokatoličanov (18 % vsega prebivalstva).
Nadškofija se nadalje deli na 77 župnij.

## Nadškofje
- Augustin Dontenwill (19. september 1908-21. september 1908)
- Neil McNeil (19. januar 1910-10. april 1912)
- Timothy Casey (2. avgust 1912-5. oktober 1931)
- William Mark Duke (5. oktober 1931-11. marec 1964)
- Martin Michael Johnson (11. marec 1964-8. januar 1969)
- James Francis Carney (8. januar 1969-16. september 1990)
- Adam Joseph Exner (25. maj 1991-10. januar 2004)
- Raymond Roussin (10. januar 2004-danes)